# NGC 2865
NGC 2865 is een elliptisch sterrenstelsel in het sterrenbeeld Waterslang. Het hemelobject werd op 23 januari 1835 ontdekt door de Britse astronoom John Herschel.

## Synoniemen
- ESO 498-1
- MCG -4-22-11
- AM 0921-225
- PRC C-29
- PGC 26601